# Atletiek op de Paralympische Zomerspelen 2024 - Kegelwerpen mannen F32
Het Kegelwerpen voor mannen klasse F32 op de Paralympische Zomerspelen 2024 vond plaats op 1 september in het Stade de France. Deze klasse is voor atleten met cerebrale parese die zeer weinig bruikbare kracht in hun armen, benen en romp hebben. De winnaar van 2020 was de Chinees Liu Li. Hij werd in 2024 opgevolgd door Aleksei Churkin, het zilver was voor Athanasios Konstantinidis uit Griekenland en de Algerijn Ahmed Mehideb won de bronzen medaille.

## Records
Voorafgaand aan het toernooi waren dit het wereldrecord en het Paralympisch record.
| Wereldrecord        | China Bo Qing | 46.66 | Parijs | 10 juli 2023     |
| Paralympisch record | China Liu Li  | 45.39 | Tokio  | 28 augustus 2021 |

## Uitslag
| Rang   | Atleet                    | Atleet | #1    | #2    | #3    | #4    | #5    | #6    | Resultaat | Bijz. |
| ------ | ------------------------- | ------ | ----- | ----- | ----- | ----- | ----- | ----- | --------- | ----- |
| Goud   | Aleksei Churkin           | NPA    | 40.30 | 39.42 | 38.65 | 38.46 | 37.02 | x     | 40.30     |       |
| Zilver | Athanasios Konstantinidis | GRE    | 36.85 | 36.88 | 35.78 | 35.14 | 37.62 | 38.65 | 38.65     | PB    |
| Brons  | Ahmed Mehideb             | ALG    | 37.75 | 38.61 | 37.78 | x     | 37.08 | 36.49 | 38.61     |       |
| 4      | Walid Ferhah              | ALG    | 37.90 | 37.12 | 36.63 | 37.48 | 37.99 | 37.12 | 37.99     |       |
| 5      | Lazaros Stefanidis        | GRE    | x     | x     | x     | 36.38 | x     | 36.87 | 36.87     |       |
| 6      | Frantisek Serbus          | CZE    | 30.99 | 32.52 | 33.49 | 32.80 | 32.28 | 33.48 | 33.49     |       |
| 7      | Wassim Salhi              | TUR    | 33.24 | 31.91 | 32.55 | x     | 31.05 | 32.15 | 33.24     |       |
| 8      | Abdelhak Missouni         | ALG    | x     | x     | x     | 32.91 | x     | 31.83 | 32.91     |       |
| 9      | Dimitrios Zisidis         | GRE    | 23.28 | 23.52 | x     | 23.28 | 23.90 | 23.17 | 23.90     |       |